# Johann Gerhard Meuschen
Johann Gerhard Meuschen (* 4. Mai 1680 in Osnabrück; † 15. Dezember 1743 in Coburg) war ein deutscher lutherischer Theologe und Geistlicher.

## Leben
Meuschen wurde als Sohn des Pastors an der Osnabrücker Katharinenkirche Johann Conrad Meuschen geboren. Er besuchte das Ratsgymnasium Osnabrück und ging etwa 1699 an die Universität Jena. An dieser widmete er sich insbesondere dem Studium der Theologie, aber auch dem der orientalischen Sprachen, Geschichte, Mathematik, Physiologie, Anatomie, des Naturrechts und weiterer Fächer. Am 5. Oktober 1702 erhielt er in Jena den Magistergrad sowie ein Stellenangebot an der Philosophischen Fakultät. Dennoch ging er zur weiteren Ausbildung an die Universität Leipzig.
Meuschen erhielt von Leipzig aus einen Ruf an die Ritterakademie Kopenhagen. Er wollte diesem Ruf folgen, hatte jedoch Schwierigkeiten auf der Reise und nahm schließlich die durch den Staatsminister und Universitätscurator Magnus von Wedderkop angetragene Stelle als Assessor und die kurz darauf erfolgte Ernennung zum außerordentlichen Professor an der Philosophischen Fakultät der Universität Kiel an. 1704 folgte er jedoch bereits wieder einem Ruf zurück in seine Heimatstadt, in der er als Prediger, wie bereits sein Vater, an der Katharinenkirche diente. Er lehnte zunächst diverse Rufe ab, so beispielsweise als Professor der Theologie und Superintendent nach Dortmund. Jedoch hatte er belastende Auseinandersetzungen mit den Jesuiten, was ihn möglicherweise dazu veranlasste 1707 nach Den Haag zu gehen. Die Informationen darüber gehen auseinander. Eventuell rückte er auch 1713 auf die Stelle des Ersten Predigers in Osnabrück auf.
Meuschen folgte 1716 einem Ruf des Grafen Johann Reinhard III. von Hanau-Lichtenberg als Oberhofprediger und Konsistorialrat. 1720 wurde er zudem Generalsuperintendent in Hanau-Lichtenberg. Er lehnte eine Professur an der Universität Gießen sowie die Generalsuperintendentur in Waldeck ab. Meuschen stand bereits in dieser Zeit beratend mit Herzog Johann Wilhelm von Sachsen-Eisenach in Kontakt und wurde von ihm 1723 mit dem Titel Kirchenrat ausgezeichnet. Im selben Jahr erhielt er einen Ruf als Kirchenrat und Generalsuperintendent von Sachsen-Coburg nach Coburg. Er wurde zudem Professor der Theologie und Scholarch am Casimirianum.
Meuschen wurde am 8. November 1719 zum auswärtigen Mitglied der Kurfürstlich Brandenburgischen Societät der Wissenschaften ernannt. Der Diplomat Friedrich Christian Meuschen war sein Sohn. Er besaß ein Gut in Mährenhausen als Alterssitz.

## Werke
- Nugae venales Rullenses oder Rullische Fratzen, einem angeblichen klösterlichen Transsubstantiationswunder entgegengesetzt, Lippstadt 1707 (unter dem Pseudonym Parrhasius Alethes).
- Das Herrliche Seelige Ende der Glaubige, Bruin, Amsterdam 1710.
- Greuel Der Jesuitischen Booßheit Und des gantzen Pabstuhms, Bryn, Amsterdam 1711.
- Caeremonialia Electionis Et Coronationis Pontificis Romani, Sande, Frankfurt am Main 1732.
- Vitae Summorum Dignitate Et Eruditione Virorum, 4 Bände, Steinmarck, Coburg 1735–1741.